# 4732 Froeschlé
4732 Froeschlé è un asteroide della fascia principale del diametro medio di circa 29,84 km. Scoperto nel 1981, presenta un'orbita caratterizzata da un semiasse maggiore pari a 3,1611949 UA e da un'eccentricità di 0,0675326, inclinata di 16,85320° rispetto all'eclittica.